# Lomná (Slowakei)
Lomná (ungarisch Lomna) ist eine Gemeinde im äußersten Norden der Slowakei mit 966 Einwohnern (Stand 31. Dezember 2024) und gehört zum Okres Námestovo innerhalb des Žilinský kraj.

## Geographie
Die Gemeinde befindet sich im Bergland Podbeskydská vrchovina an der Mündung von Lomnica in die Biela Orava, einen der beiden Quellflüsse der Orava. Das Gemeindegebiet ist durch entwaldete Hänge und breite Rücken geprägt, die im Süden in das Gebirge Oravská Magura übergehen. Das Ortszentrum liegt auf einer Höhe von 690 m n.m. und ist 18 Kilometer von Námestovo entfernt.
Nachbargemeinden sind Zákamenné im Norden, Krušetnica im Nordosten, Babín im Südosten, Hruštín im Süden, Zázrivá im Südwesten und Oravská Lesná im Westen.

## Geschichte
Bis zum 16. Jahrhundert gab es im heutigen Gemeindegebiet keine dauerhafte Siedlung, vor allem wegen wenig fruchtbaren Böden, rauem Klima und vergleichsweise höherer Lage. Ähnlich wie viele andere Orte im damals ungarisch-polnischen Grenzgebiet entstand Lomná im 16. Jahrhundert infolge der walachischen Kolonisierung, die Gründung erfolgte entsprechend nach walachischem Recht. Zum ersten Mal wurde der Ort im Jahr 1600 schriftlich erwähnt, des Weiteren gehörte zum Herrschaftsgebiet der Arwaburg und stand unter der Verwaltung von Erbrichtern. Während der Kuruzenkriege kam es zu Verwüstungen, doch 1715 hatte das Dorf wieder 200 Einwohner. Im 18. Jahrhundert bestand jeweils eine Brauerei und Brennerei in Lomná. 1828 zählte man 102 Häuser und 665 Einwohner.
Bis 1918 gehörte der im Komitat Arwa liegende Ort zum Königreich Ungarn und kam danach zur Tschechoslowakei beziehungsweise heute Slowakei. In der Zeit der ersten tschechoslowakischen Republik waren die Einwohner als Schaf- und Viehhalter, Schindler, Haushandwerker und als Waldarbeiter im ganzen Land.

## Bevölkerung
| Jahr                | 1994 | 2004     | 2014     | 2024    |
| ------------------- | ---- | -------- | -------- | ------- |
| Anzahl der Personen | 700  | 785      | 887      | 966     |
| Unterschied         |      | +12,14 % | +12,99 % | +8,90 % |

| Jahr                | 2023 | 2024    |
| ------------------- | ---- | ------- |
| Anzahl der Personen | 961  | 966     |
| Unterschied         |      | +0,52 % |

Nach der Volkszählung 2011 wohnten in Lomná 862 Einwohner, davon 835 Slowaken, sechs Tschechen, fünf Polen sowie ein Ukrainer. Ein Einwohner gab eine andere Ethnie an und 14 Einwohner machten diesbezüglich keine Angabe.
842 Einwohner bekannten sich zur römisch-katholischen Kirche, vier Einwohner zur Pfingstbewegung. Bei 16 Einwohnern wurde die Konfession nicht ermittelt.

## Bauwerke und Denkmäler
- römisch-katholische Kirche aus den Jahren 1993–1995, ersetzte eine ältere Kirche aus dem 19. Jahrhundert

## Verkehr
Lomná ist über eine Straße 3. Ordnung zu erreichen, die bei Krušetnica in die Straße 2. Ordnung 520 (Krásno nad Kysucou–Grenze zu Polen bei Suchá Hora) mündet. Es besteht kein direkter Anschluss an eine aktive Bahnstrecke, der nächste Bahnhof ist in Oravský Podzámok an der Bahnstrecke Kraľovany–Suchá Hora.